# Heliophorus moorei
Heliophorus moorei är en fjärilsart som beskrevs av William Chapman Hewitson 1865. Heliophorus moorei ingår i släktet Heliophorus och familjen juvelvingar. Inga underarter finns listade i Catalogue of Life.

## Bildgalleri

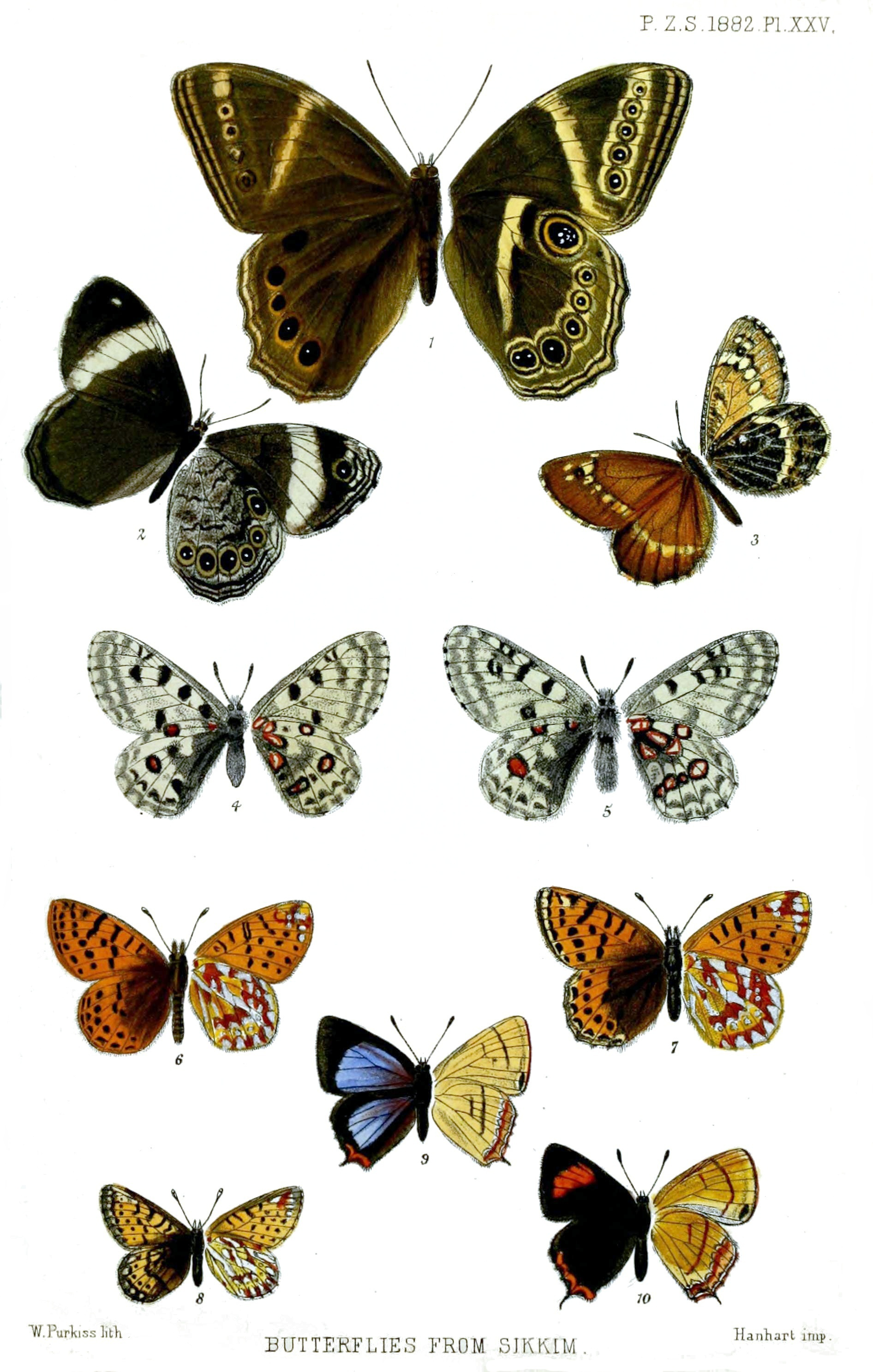
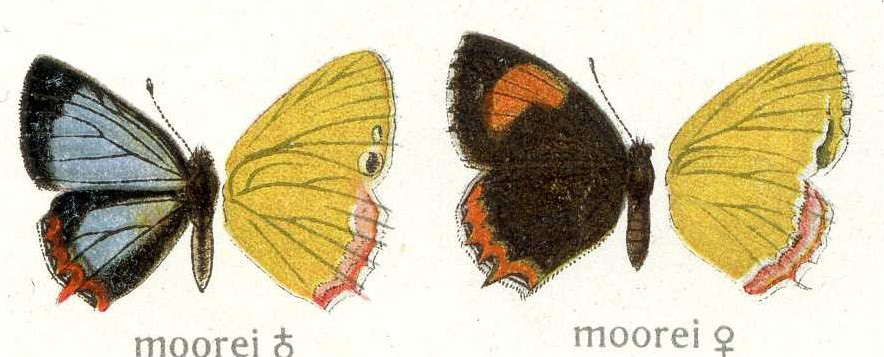